# Sanções contra a Síria
As sanções contra a Síria são uma série de sanções econômicas adotadas pela União Europeia, Estados Unidos, Canadá, Austrália, Suíça e Liga Árabe, principalmente após a repressão contra civis durante a guerra civil síria iniciada a partir de 2011.

## História
Em 1979, os Estados Unidos colocaram a Síria na lista de países patrocinadores do terrorismo.
Entre março e agosto de 2004, os Estados Unidos emitiram uma nova série de sanções contra o regime sírio. Essas novas sanções seguem a política de luta contra o Eixo do Mal liderada pelo governo Bush, que condena a suposta posse de armas de destruição em massa pelo regime sírio, condena sua influência sobre o Líbano e seu empenho em desestabilizar o Iraque, bem como seu apoio a organizações terroristas como o Hezbollah e o Hamas.

### Sanções decorrentes da guerra civil
Em maio de 2011, a União Europeia adotou sanções contra a Síria, nomeadamente proibindo o comércio de mercadorias que poderiam ser utilizadas para reprimir a população civil.
Em agosto de 2011, os Estados Unidos implementaram um embargo ao setor petrolífero e congelaram os ativos financeiros de várias personalidades, bem como os do próprio Estado sírio. Além disso, os Estados Unidos proíbem todas as exportações de bens e serviços originários do território dos Estados Unidos ou de empresas estadunidenses ou indivíduos com destino à Síria. Esta interdição se aplica a qualquer produto em que pelo menos 10% do valor venha dos Estados Unidos ou de um de seus cidadãos. Esta medida tem um grande impacto na população síria e no preço dos alimentos básicos e produtos médicos.
Em setembro de 2011, a União Europeia, por sua vez, adotou um embargo ao setor petrolífero sírio. Este embargo tem um impacto significativo na economia síria devido à importância das exportações de hidrocarbonetos para a União Europeia pela Síria antes da guerra civil, importância que era de cerca 20% do PIB.
Em novembro de 2011, a Liga Árabe por sua vez anunciou o congelamento dos ativos financeiros do regime sírio, o fim das trocas financeiras com o Banco Central da Síria, o encerramento de companhias aéreas entre os países da Liga Árabe e a Síria, a proibição da permanência de várias personalidades sírias e a cessação de investimentos na Síria por países da Liga Árabe. O Líbano e o Iêmen se opuseram a essas sanções. No mesmo mês, a Turquia também anuncia o congelamento dos ativos financeiros do Estado sírio.
Canadá, Austrália e Suíça também implementaram sanções econômicas e financeiras contra a Síria. Assim, o Canadá proíbe, por meio de uma série de decisões tomadas de maio de 2011 a novembro de 2012, todas as importações de bens da Síria, bem como a exportação de bens de luxo para os sírios, serviços financeiros relacionados à Síria e qualquer investimento na Síria.
Outras medidas sancionatórias foram instituídas pela União Europeia em fevereiro de 2012, no que diz respeito ao setor energético, ao fornecimento de armas e ao setor financeiro da Síria, bem como ao setor da mineração. Além disso, em 2012, 120 personalidades ou instituições sírias tiveram seus ativos financeiros congelados pela União Europeia e não poderiam viajar dentro da União Europeia. Isso inclui Bashar al-Assad, o Banco Central da Síria e vários ministros. Em junho de 2012, a União Europeia interditou o comércio de artigos de luxo com a Síria, bem como uma série de produtos comerciais. Ao mesmo tempo, a União Europeia reforça as suas medidas restritivas contra a Síria nos setores de armamentos, manutenção da ordem e controle das telecomunicações.
Em abril de 2013, a União Europeia autorizou a exportação de bens militares não letais para a oposição armada ao regime, em particular para a Coalizão Nacional Síria da Oposição e das Forças Revolucionárias.
Em 2014, o Canadá proibiu todas as exportações de produtos químicos que pudessem ser usados direta ou indiretamente para fins militares.
Em março de 2017, um projeto de resolução do Conselho de Segurança das Nações Unidas teve como objetivo impor sanções contra a Síria após o uso de armas químicas em seu território. No entanto, a Rússia e a China se opuseram com o seu veto. Este foi o sétimo projeto de resolução para sanções rejeitado devido ao exercício de vetos. Essa resolução previa a proibição do comércio de peças de helicópteros e para pôr em prática o congelamento dos ativos financeiros de cerca de vinte líderes militares do regime sírio.
Em abril de 2017, os Estados Unidos impuseram sanções de congelamento financeiro e não acesso a serviços financeiros contra 270 funcionários públicos do regime sírio na sequência do ataque químico de Khan Shaykhun.
Em dezembro de 2019, os Estados Unidos adotaram novas sanções contra a Síria e empresas terceirizadas que negociam com a Síria por meio da lei "César" (em inglês:  Caesar Syria Civilian Protection Act), assim chamada após revelações de tortura e morte sob tortura testemunhadas em em particular por um ex-fotógrafo militar forense sírio apelidado de César, a fim de pressionar Bashar al-Assad e seu regime a "responder pelas atrocidades (perpetradas) em grande escala". Esta lei entrou em vigor em 17 de junho de 2020.

## Impactos
O conjunto dessas medidas adotadas pelos Estados Unidos e pela União Europeia, nomeadamente a interdição de exportação de produtos estadunidenses, o embargo aos produtos petrolíferos e as sanções financeiras, tiveram um grande impacto na população síria, resultando em um quase-embargo do país devido às sanções que foram submetidas as entidades que comercializam ou prestam ajuda humanitária a este país e à complexidade jurídica que estas medidas implicam. As repercussões afetam também o setor médico.